# Bong gân

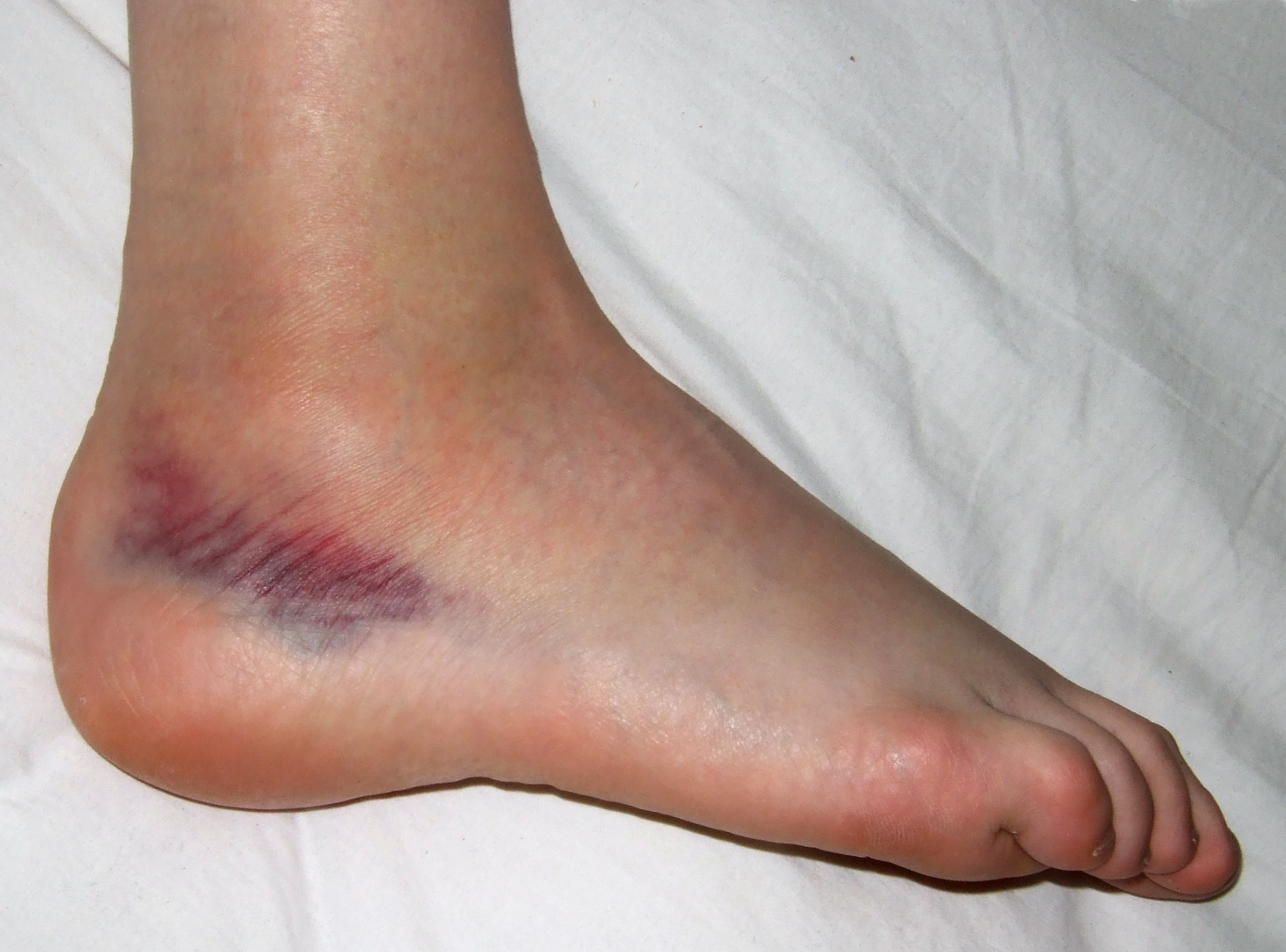
Bong gân nhẹ độ 2.

Bong gân là sự tổn thương các dây chằng quanh khớp do chấn thương mạnh gây ra. Các dây chằng có thể bị bong ra khỏi chỗ bám bị rách, bị đứt nhưng không làm sai khớp.

## Biểu hiện
Các khớp thường bị bong gân đó là khớp cổ chân,khớp khuỷu, khớp gối, khớp cổ tay, khớp tay trái, ngón chân cái. Đau nhức nơi bị tổn thương đau nhói khi cử động, khu trú tại 1 vùng, sưng nề to có vết bầm tím ở dưới da vận động khó khăn. Chiều dài chi bình thường, không biến dạng. Tại chỗ mà khớp bị tổn thương có khi rất lỏng lẻo, chảy nước dịch trong da.

## Cấp cứu
Chườm lạnh bằng các túi chườm hoặc bằng túi đá lên chỗ tổn thương, băng nhẹ chỗ khớp để giảm sưng tề to, giảm chảy máu và góp phần cố định khớp.
Bất động khớp và chỗ bong gân nếu nạn nhân bong gân nặng, chở ngay các bệnh viện chuyên khoa để chữa trị kịp thời.

## Đề phòng
- Đi đứng, chạy nhảy, luyện tập thể dục thể thao phải đúng tư thế
- Kiểm tra nơi tập luyện và các phương tiện lao động trước khi tập và lao động.
- Cẩn thận với những nơi đường đi núi dốc, đất đá lổn chốn...